# فرودگاه جزیره الک
فرودگاه جزیره الک (به انگلیسی: Elk Island Airport) یک فرودگاه همگانی است که یک باند فرود رس دارد و طول باند آن ۱۱۵۸ متر است. این فرودگاه در کشور کانادا قرار دارد و در ارتفاع ۱۹۱ متری از سطح دریا واقع شده است.